# كاسبار كراونينشيلد
كاسبار كراونينشيلد (بالإنجليزية: Caspar Crowninshield)‏ هو ضابط أمريكي، ولد في 23 أكتوبر 1837 في بوسطن في الولايات المتحدة، وتوفي بنفس المكان في 10 يناير 1897.